# John Derek

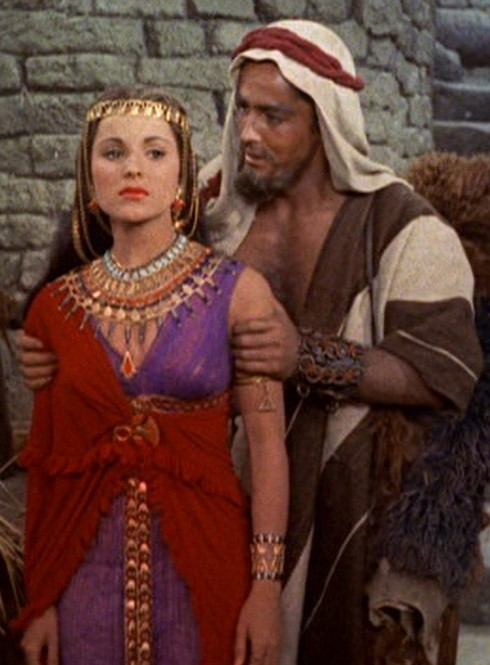
Debra Paget en John Derek (als Jozua) in The Ten Commandments

John Harris Derek, geboren als Derek Delevan Harris (Hollywood, 12 augustus 1926 – Santa Maria, 22 mei 1998), was een Amerikaanse acteur, filmregisseur en fotograaf. Hij is nog het meest bekend door de knappe vrouwen die hij trouwde.

## Werk
Zijn uiterlijk bracht hem snel verschillende bijrollen, zoals Broderick Crawfords zoon in All the King's Men (1949), maar hij had ook hoofdrollen zoals "Nick Romano" in Knock on Any Door (1949) met als tegenspeler Humphrey Bogart (die tegen hem zei; "Je ziet er geweldig uit, maar jongen, dat is niet genoeg"), "Brock Mitchell" in Fury at Showdown, en als Robin Hood in Rogues of Sherwood Forest (1950) met Alan Hale. Misschien wel zijn meest memorabele rol was een bijrol als de statige Jozua in de epische film The Ten Commandments (1956).
Derek regisseerde ook een aantal films, waaronder vier films waarin zijn vierde vrouw Bo Derek speelt. De film Ghosts Can't Do It (1989) was zijn laatste film als regisseur. Hij regisseerde ook twee videoclips voor Shania Twain: Whose Bed Have Your Boots Been Under? en Any Man of Mine.

## Huwelijken
Derek trouwde als eerste met actrice Pati Behrs (1922-2004), achternicht van Tolstoj en moeder van zijn twee kinderen. Zijn laatste drie vrouwen leken qua uiterlijk haast identiek, vooral Linda Evans en Bo Derek. Derek nam foto's van alle drie voor Playboy.
Dereks huwelijken:
- Pati Behrs (1951-1957)
- Ursula Andress (1957-1966)
- Linda Evans (1968-1974)
- Bo Derek (1976-1998)